# Edward J. Dunphy
Edward John Dunphy (ur. 12 maja 1856 w Nowym Jorku, zm. 29 lipca 1926 tamże) – amerykański polityk, członek Partii Demokratycznej.

## Działalność polityczna
W okresie od 4 marca 1889 do 3 marca 1893 przez dwie kadencje był przedstawicielem 7. okręgu, a od 4 marca 1893 do 3 marca 1895 przez jedną kadencję przedstawicielem 8. okręgu wyborczego w stanie Nowy Jork w Izbie Reprezentantów Stanów Zjednoczonych.